# Larysa Varona
Larysa Varona, en vitrysk längdåkare.

## Vinster
- Silver vid paralympiska vinterspelen 2006, längdskidåkning stafett 3x2,5 km